# Bibliographie sur Hyacinthe Rigaud
- Billioud (Jacques), « Les Collections d’art : les portraits dans une famille provençale, les Gueidans »  dans Arts et Livre de Provence, n° 29, Marseille, 1955-1956, p. 117-127
- Boccardo (P.), Di Fabbio (P.), Senechal (P.), Genova e la Francia, Opere, artisti, committenti, collezionisti, Cinisello Balsamo, 2003
- Brême (D.), « Rigaud, de la volupté comme cérémonial », dans L'art du portrait sous Louis XIV, Dossier de l'art, n°37, avril 1997, p. 57-58
- Brême (D.), Le Cieux (L.), « Hyacinthe Rigaud dessinateur », dans L'Estampille. L'Objet d'art, numéro spécial, 2000
- Brière (G.), « Notes sur les tableaux de Largillierre commandés pour l’Hôtel-de-Ville de Paris », B.S.H.A.F., 1920, p. 215-219
- Capeille (abbé J.), Dictionnaire de biographies Roussillonnaises, 1914
- Catalogue de la Vente des tableaux, desseins, estampes et bosses provenant du cabinet de M. Collin de Vermont, peintre ordinaire du Roi & adjoint à recteur de son académie royale de peinture & de sculpture. Dans lesquels sont compris des tableaux, desseins & estampes de M. Rigaud, peintre du Roi […], Paris, 14 novembre 1761
- Cayeu (J. de), « Rigaud et Largillierre, peintres de mains » dans Etudes d’art publiées par le musée national des Beaux-Arts d’Alger, 6, 1951
- Chabeuf (H.), « Sur un Rigaud du Musée de Dijon », dans Mémoires de l’Académie des Sciences de Dijon, 1911
- Chennevières-Pointel (P. de), Dussieux (L. E.), Mantz (P.), Montaiglon (A. de), Soulie (E.), Mémoires inédits sur la vie et les ouvrages des membres de l’Académie royale de peinture et de sculpture, publiés d’après les manuscrits conservés à l’école impériale des beaux-arts, Paris, Dumoulin, II, 1854
- Collin de Vermont (H.),« Essay sur la vie et les ouvrages de Monsieur Rigaud par Monsieur Collin de Vermont, peintre ordinaire du Roy et professeur en son Académie Royale de Peinture, publié après la mort de Rigaud », Paris, Bibliothèque nationale de France, Cabinet des Estampes. Coll. Deloynes, t. LXII, 1980 ; publié dans le Mercure de France, novembre 1744, 2° vol.
- Colomer (C.), « La Famille et le milieu social du peintre Rigaud » dans Connaissance du Roussillon, Perpignan, 1973. Ouvrage essentiel et le premier à traiter de la vie sociale de Rigaud
- Corp (E. T.), « James FitzJames, 1st Duke of Berwick : A New Identification for a Portrait by Hyacinthe Rigaud » dans Apollo, CXLL, n°400, juin 1995
- Crouchandeu, Catalogue raisonnée des objets d'art et d'archéologie du Musée de Perpignan, Perpignan, 1884
- Dejean (X.), « Sur 3 Hyacinthes illuminées un jour de pluie » dans Bulletin des Amis du Musée Rigaud, n° 11, mars 1992, p. 10-15
- Delamont, « Hyacinthe Rigaud », dans Société agricole, scientifique et littéraire des Pyrénées-Orientales, 1872, XIX
- Desmonts (L.), « Dessins français des cabinets d’Allemagne », dans Bulletin de la Société de l’Histoire de l’Art français, 1909
- Dezallier d'Argenville (A. J.), Abrégé de la vie des plus fameux peintres, avec leurs portraits gravés en taille-douce, les indications de leurs principaux ouvrages, Quelques réflexions sur leurs caractères, et la manière de connaître les dessins des grands maîtres, Paris, De Bure, 1745. La base des témoignages sur les artistes de l'Ancien Régime
- Dumont-Willdes (L.)/2, « Largillierre et Rigaud, disciples de Van Dyck », La Belgique Artistique et Littéraire, vol. XIV, n°42, 1909, p. 297-307
- Durlia (M.), « Honoré Rigaud », dans La Tramontane, revue du Roussillon lettres et arts, n°361, 1953
- Eudel (P.), Les Livres de compte de H. Rigaud, Paris, 1910
- Abbé de Fontenai, « Rigaud (Hyacinthe) », dans Dictionnaire des artistes : ou Notice historique et raisonnée des architectes, peintres, graveurs, sculpteurs, musiciens, acteurs & danseurs, imprimeurs, horlogers & méchaniciens, t. 2, Paris, chez Vincent, 1776 (lire en ligne), p. 451-454
- Gallenkemp (G. V. D.), « An Early Group Portrait by Hyacinthe Rigaud », dans Gazette des Beaux-Arts, 1959, tome 53, p. 45-55
- Gallenkomp (G. V. D.), « Rigaud's Portrait Group at Ottawa, a Key to the Artist's Personal Life » dans Journal of the Warburg and Courtauld Institutes, 1960, volume 23, n° 3-4, p. 225-238
- Gallet de Santerre (H.), « Le Cardinal de Bouillon, le peintre Rigaud et le cordon du Saint-Esprit » dans Bulletin de l’Académie des Sciences et Lettres de Montpellier, t. 13, 1982, p. 35-39
- Gibert (H.), « Dix portraits et dix neuf lettres de Rigaud et de Largillierre », dans Bulletin archéologique du Comité des travaux historiques et scientifiques, éd. Leroux, Paris, 1890, p. 276-317
- Gillibert (baron) « Trois portraits par Hyacinthe Rigaud » dans Réunion des Sociétés des Beaux-Arts des départements, 1910
- Griselle (E.), Les Principaux portraits de Bossuet. Essai d’iconographie, Paris, 1898
- Griselle (E.),« Les Portraits de Bossuet par Rigaud », dans Revue Bossuet, III, 26 janvier 1902 (réed. Slatkine, 1968)
- Guiffrey (J.), « Hyacinthe Rigaud peintre du roi et Marguerite-Elisabeth de Gouy sa femme » & « Scellés et inventaires d’artistes » dans Nouvelles archives de l'art français, 2e série, V, 11, 1884
- Guiffrey (J.), « Contrat de mariage et testament du peintre Hyacinthe Rigaud » dans Nouvelles archives de l'art français, 3e série, t. VII, 1891, p. 50-73
- Hardouin (C.), Modèles et spectateurs. Études de quelques portraits par Hyacinthe Rigaud dans Mémoire de maîtrise inédit, 2 vol., Tours, 1992
- Hardouin (C.), « Article sur le Saint-André de Rigaud dans cat. expo » dans Les peintres du roi, Nantes-Toulouse, 2000, RMN, p. 164-167
- Hokf (U.), « A New Double Portrait by Rigaud », dans Annual Bulletin N.G. Victoria, vol. 5, 1963
- Hourticq (L.), « Promenade au Louvre : Hyacinthe Rigaud en famille » dans Revue de l’Art ancien et moderne, T. 34, 1913
- Hourticq (L.), « Le portrait de Mignard »dans Revue de l’Art, 1921, p. 151-162
- Houssaye (A.), « Largillierre et Rigaud », Revue contemporaine, XIV, 1860
- Lastic (Georges de), « Rigaud, Largillierre et le tableau du prévôt et des échevins de la ville de Paris de 1689 », dans Bulletin de la Société de l'histoire de l'art français, 1975, p. 147-156
- James-Sarazin (Ariane), « Hyacinthe Rigaud (1659-1743) ou le miroir de Clio », thèse inédite pour le diplôme d'archiviste-paléographe sous la direction de B. Jestaz, Paris, ENC, 1995, 1200 pages, 11 volumes. Rapide résumé publié dans École nationale des chartes, positions des thèses..., 1995, p. 159-167
- James-Sarazin (Ariane), « La Nativité de Hyacinthe Rigaud », dans cat. de l'expo XVIIe siècle. La passion d'un amateur, Rennes, 1995, notice 56, p. 118
- James-Sarazin (Ariane), « Portrait et gravure : Rigaud et ses interprètes », dans cat. de l'expo Visages du Grand Siècle. Le portrait français sous le règne de Louis XIV, Paris, 1996, p. 181-188 et notices sur différentes œuvres de Rigaud, p. 237-245 et 264-267
- James-Sarazin (Ariane), « La Place du dessin dans l'œuvre d'Hyacinthe Rigaud », dans Rencontres de l'École du Louvre, Paris, 2003, p. 301-331
- James-Sarazin (Ariane), « Hyacinthe Rigaud (1659-1743), portraitiste et conseiller artistique des princes électeurs de Saxe et rois de Pologne, Auguste II et Auguste III », dans cat. de l'expo Dresde ou le rêve des princes. La Galerie des peintures au XVIIIe siècle, Paris, 2001, p. 136-142
- James-Sarazin (Ariane), « Hyacinthe Rigaud et ces messieurs d'Aix-en-Provence », dans Bibliothèque de l'École des chartes, 2003, tome 161, p. 67-113
- James-Sarazin (Ariane), « Genova e il ritratto francese (1690-1740) », dans Genova e la Francia. Opere, artisti, committenti, collectionisti, Milano, 2003, p. 204-219
- James-Sarazin (Ariane), « Hyacinthe Rigaud (1659-1743) », thèse de doctorat inédite en histoire de l'art sous la direction de Bertrand Jestaz, Paris, École pratique des hautes études, soutenue en déc. 2003, 2300 pages, 10 volumes. Monographie de l'artiste incluant sa vie, une nouvelle édition de ses livres de comptes, le catalogue raisonné de son œuvre peint, gravé et dessiné
- James-Sarazin (Ariane), « Les Livres de comptes du portraitiste Hyacinthe Rigaud (1659-1743) : une nouvelle édition », dans Les écrits du for privé. Objets matériels, objets édités, actes du colloque de Limoges 17 et 18 novembre 2005, sous la direction de Michel Cassan, Jean-Pierre Bardet et François-Joseph Ruggiu, Limoges, 2007, p. 223-229
- James-Sarazin (Ariane), « Le Portrait du cardinal de Bouillon par Hyacinthe Rigaud », dans La Revue des musées de France. Revue du Louvre, 5 décembre 2007, p. 60-76
- James-Sarazin (Ariane), « Monseigneur François-Joseph d'Haussonville (1659-1736) », en collaboration avec Emmanuel Moureau, dans Tarn-et-Garonne. Histoire d'un département (patrimoine archéologique, civil, religieux et architectural, de la Préhistoire au XXe siècle), Montauban, 2008, p. 106-108
- James-Sarazin (Ariane), « Le Portrait de Jean de La Fontaine par Hyacinthe Rigaud », dans  Catalogue de l'exposition sur les chefs-d'œuvre de l'abbaye de Montserrat, Madrid, BBVA, palais du marquis de Salamanque, 2008, p. 104-107
- James-Sarazin (Ariane), « Hyacinthe Rigaud et l’Italie », dans La peinture baroque en Méditerranée, de Gênes à Majorque. Actes des journées d’études de Perpignan 4-5-6 avril 2006 « La diffusion de la peinture baroque de Gênes à Majorque » rassemblés par Julien Lugand, Perpignan, 2010, p. 107-127
- James-Sarazin (Ariane), « L'Inventaire après décès de Hyacinthe Rigaud », dans Bulletin de la Société de l'histoire de l'art français, 2009, communications à la Société de l'histoire de l'art français (année 2007), p. 49-155 et à la Société agricole, littéraire et scientifique des Pyrénées-Orientales (octobre 2007), publication électronique sur le site Méditerrané
- James-Sarazin (Ariane), « Hyacinthe Rigaud intime » dans le Catalogue de l'exposition au musée des Beaux-Arts Hyacinthe Rigaud de Perpignan, du 23 juin au 30 septembre 2009, Les Éditions de Celestina [2009], 196 p.
- James-Sarazin (Ariane), Catalogue de l’exposition Rigaud intime (1659-1743) : « Plaidoyer pour un autre Rigaud », p. 13-16 ; « Hyacinthe Rigaud. Perpignan, Paris, la gloire », p. 27-38 ; catalogue des œuvres exposées, p. 89-182.
- James-Sarazin (Ariane), « Hyacinthe et Gaspard Rigaud à Montpellier. Documents inédits », dans Études héraultaises, n° 41, 2011, p. 1-11 et 188.
- James-Sarazin (Ariane), « Proposition pour une identification : le portrait présumé de Pierre Gruyn par Hyacinthe Rigaud », dans La Revue des Musées de France. Revue du Louvre, n° 3, juin 2011, p. 33-42.
- James-Sarazin (Ariane), « Nouvel éclairage sur Hyacinthe Rigaud dessinateur », dans L’Estampille. L’Objet d’art, n° 465, février 2011, p. 50-59.
- James-Sarazin (Ariane) (dir.), Hyacinthe Rigaud ou le portrait Soleil, catalogue de l'exposition éponyme au Château de Versailles en 2020-2021, éditions Château de Versailles/éditions Faton, 2020.
- Lavallé (P.), « Dessins d’Hyacinthe Rigaud à la Bibliothèque de l’École des Beaux-Arts », Bulletin de la Société de l’Histoire de l’Art Français, 1923
- Lecomte (M.), « Un portrait de Bossuet par Rigaud », Revue Bossuet, IV, 25 octobre 1904, p. 213-214
- Le Leyzour (P.), « Le Portrait de Jean de Santeuil de Hyacinthe Rigaud », Revue du Louvre et des Musées de France, 1990, n°6, p. 489-490
- Linzeler (A.), « Le Portrait de Gérard Edelinck par Hyacinthe Rigaud », Gazette des Beaux-Arts, vol. 1, 1929, p. 108-112
- Linzeler (A.), « Un portrait inédit de Gérard Edelinck par Hyacinthe Rigaud », Bulletin de la Société de l’Histoire de l’Art français, 1929/1, p. 42-44
- Lossky (B.), « Portrait by Rigaud in slavic country », Gazette des beaux-arts, juillet 1946, p. 30-40
- Lossky (B.), « Identification du portrait de Mme Neyret de La Ravoye par Hyacinthe Rigaud », dans Bulletin de la société de l’histoire de l’art Français, (extrait) 1963, p. 53-59
- Luna (J. J.), « Hyacinthe Rigaud et l’Espagne », dans Gazette des Beaux-Arts, mai-juin 1978, vol. XCI. I, p. 185-193
- Marcheteau de Quinçay (Christophe), Portrait dit du comte de Gacé de Hyacinthe Rigaud, L'œuvre en question n° 3, Caen, 2006, 32 p.
- Marcheteau de Quinçay (Christophe), « Portrait présumé du comte de Coigny, un portrait de Hyacinthe Rigaud sous l'empire des Matignon », dans catalogue de l'exposition La Normandie des princes de Monaco, du maréchal de Matignon au prince Albert II, Saint-Lô, 2011, p. 38-40
- Mongan (A.), « A Drawing by Rigaud », Bulletin of the California Palace of the Legion of Honor, n°10, 1954
- Müntz (E.), « Cinq lettres de Rigaud au grand duc de Toscane », Nouvelles Archives de l’Art français, 1874-1875, p. 227-232
- O’Neill (M.), « Un portrait peu connu d'Everhard Jabach (1607/1610-1695) par Hyacinthe Rigaud (1659-1743) », dans Bulletin de la Société industrielle de Mulhouse, 1987, n° 805, p. 23-27
- O’Neill (M.), « The Portraits of Samuel Bernard and Sébastian Bourdon : Rigaud’s Drawings for his Engravers », dans The Burlington Magazine, volume 126, 1984, n° 980, p. 674-683
- O’Neill (M.), « Three Drawings in American Collections after Portraits by Rigaud », Master Drawings, XXII, n°2, 1984, p. 186-194
- Perreau (Stéphan), Hyacinthe Rigaud (1659-1743), le peintre des rois, Montpellier, Presses du Languedoc, 2004, 254 pages, 204 illustrations. Préface de Xavier Salmon, alors conservateur au musée national des châteaux de Versailles et de Trianon et désormais directeur de l'inspection générale des musées de France. Nombreux portraits pour la première fois publiés.
- Perreau (Stéphan),  « Un portrait de gentilhomme par Hyacinthe Rigaud, au musée Crozatier », Annales des amis du musée Crozatier, n°12, 2003
- Perreau (Stéphan), « Les Portraits féminins de Hyacinthe Rigaud », dans L'Estampille-L'Objet d'art, 2005, n°399, p.44-51. Focus sur la femme dans les portraits de Rigaud avec quelques portraits inédits
- Perreau (Stéphan), « Rigaud... particuliers, inédits et découvertes », dans L'Estampille-L'Objet d'art, novembre 2009, n°451, p. 60-67.
- Perreau (Stéphan), « Deux Rigauds face à face chez Libert, à Drouot, ce 25 juin 2010 », dans Hyacinthe Rigaud, toute l'actualité(25/06/2010)
- Perreau (Stéphan), « La Madeleine pénitente par Hyacinthe Rigaud » dans Hyacinthe Rigaud, toute l'actualité, (28/06/2010)
- Perreau (Stéphan), « Une nouvelle lettre manuscrite de Rigaud » dans Hyacinthe Rigaud, toute l'actualité, (08/07/2010)
- Perreau (Stéphan), « Portrait du comte d'Evreux », dans Hyacinthe Rigaud, toute l'actualité, (11/11/2010)
- Perreau (Stéphan), « L'abbé de Rancé et un Adrien Leprieur peu courant », dans Hyacinthe Rigaud, toute l'actualité, (11/11/2010)
- Perreau (Stéphan), « Jean Le Gros (1671-1745), à l'image de Rigaud », dans Hyacinthe Rigaud, toute l'actualité, (juillet 2011)
- Perreau (Stéphan), « Hyacinthe Rigaud et le portrait du Grand Dauphin », dans Hyacinthe Rigaud, toute l'actualité, (14/09/2011)
- Perreau (Stéphan), « Un portrait de Claude Deshaies-Gendron au musée de Chantilly », Bulletin des Amis du musée Condé, n°68. Octobre 2011, p. 50-55.
- Perreau (Stéphan), « Hyacinthe Rigaud (1659-1743), catalogue concis de l'œuvre », Sète, Les Nouvelles Presses du Languedoc, 2013, 352 pages. Catalogue complet de l'œuvre peinte, dessinée et gravée.
- Pion (L.), « Everhard Jabach peint par Rigaud », Cahiers de l'Académie Anquetin, 1977, t. XXVI, p. 47
- Poisson (O.), « Les Rigau (d) », dans Terres Catalanes, n°10, mars 1996, p. 54-55
- Portet (R. L.), Rigau e Rigaud. Un pintor a la cort de la rosa gratacul, Barcelona, 2002
- Posner (D.), « The Genesis and Political Purposes of Rigaud’s Portraits of Louis XIV and Philip V », Gazette des Beaux-Arts, 131, 1549, février 1998, pp. 77-90

- Roman (Joseph), Le Livre de raison du peintre Hyacinthe Rigaud, Paris, Henri Laurens, 1919. Ouvrage rare mais essentiel sur les livres de comptes du peintre. 
  - Roman (Joseph), « Le Livre de raison d'Hyacinthe Rigaud », dans Gazette des Beaux-Arts, avril 1914, tome 11, p. 265-276
- Rosenberg (P.), « Article sur le portrait de l’abbé Pucelle» dans cat.  expo. De main de maître : trois siècles de dessin français dans la collection Prat, Ottawa, Musée des Beaux-arts du Canada – Paris, RMN, 1990
- Rosenfeld (M. N.), Largillierre : portraitiste du XVIIIe siècle, Montréal, 1981. Ce catalogue d'exposition, très utile, traite autant de Largillière que de Rigaud
- Sanguineti (D.), « Sotto il segno di Rigaud : modelli, suggestioni e protopipi francesi  nella ritrattistica di pimo Settecento a Genova », Bullettino dei Musei Civici Genovesi, 2000, Anno XXII
- Sanguineti (D.), « Il Ritratto di Anton Giulio II Brignole Sale du Hyacinthe Rigaud : un ritrovamento inaspettato », Prospettiva, Rivista di Storia dell’arte antica e moderna, n°105, janvier 2002
- Sanguineti (D.), Caretta (P.), Suzanne Henriette d’Elbeuf, ultima duchessa di Mantova. Storia di un ritratto e della sua fortuna, Mantoue, 2001
- Sarrand (J.), Sarraute (chanoine), « Deux milliardaires carcassonnais sous Louis XIV : Guillaume et François Castanier - À propos des portraits de la famille Castanier - Remarques sur l’iconographie des castanier - À proposÀ propos de l’hôtel Castanier », dans Mémoires de la Société des Arts et des Sciences de Carcassonne, années 1955-56, 4e série, tome II
- Seitz (H.), « Ett porträtt av Karl XII, Livrustkammaren », dans Journal of the Royal Armoury, Stockholm, XIII : I, 1973-75
- Soulange-Bodin (H.), Rigaud et ses graveurs, Paris, 1914
- Zeutschler Lurie (A.), « Hyacinthe Rigaud, Portrait of Cardinal Dubois », CMA Bulletin, LIV, 1967
- Zeutschler Lurie (A.),  « Rigaud’s Portrait of Cardinal Dubois », Burlington Magazine, CXVI, 1974
- Tzeutschler Lurie (A.),  « A Note on Rigaud’s Portrait of Cardinal Dubois », CMA Bulletin, LXII, 1975
- Valaison (M.-C.), Guide catalogue du musée H. Rigaud, Perpignan, 198C
- Valaison (M.-C.), Le Cardinal de Bouillon, Perpignan, 1990
- Valaison (M.-C.), « Une œuvre de Rigaud récemment acquise à Perpignan » dans Hommage à Robert Saint-Jean, Mémoires de la Société archéologique de Montpellier, t. 21, 1993, p. 279-288
- Vey (H.), « Die Bildnisse Everhard Jabachs », Wallraf-Richartz Jahrbuch, XXIX, 1967, t. 29, p. 157-187